# منطقة هيدروجين II

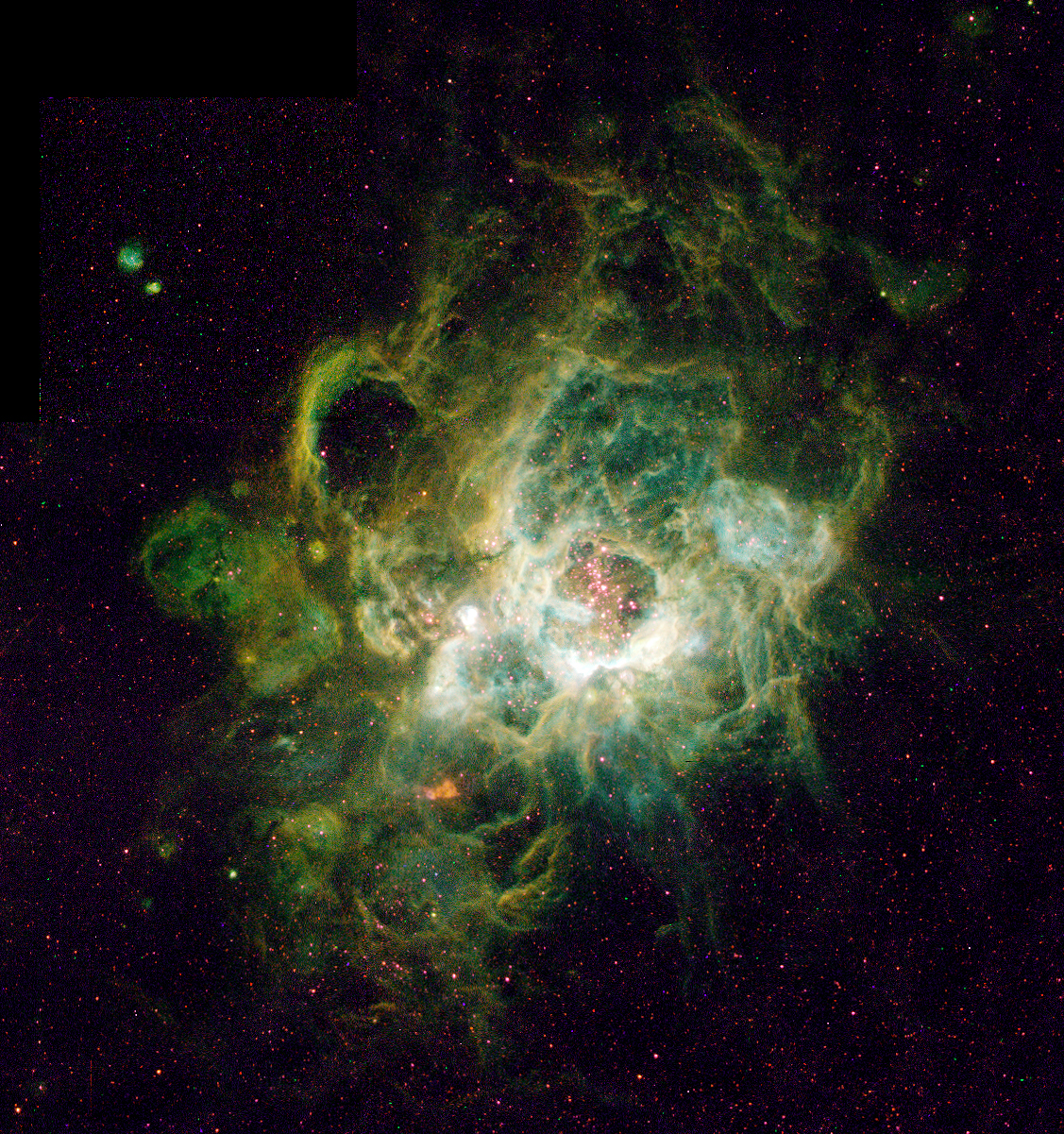
منطقة غنية بالهيدروجين الثنائي في مجرة المثلث أو مسييه 33.

مناطق الهيدروجين II أو مناطق الهيدروجين الثنائي (بالإنجليزية: H II region)‏ هي سحب فضائية عملاقة مكونة من غاز ساخن قليل الكثافة وبلازما يبلغ حجمها أحياناً عدة مئات من السنين الضوئية، وفيها تنشأ النجوم. تصدر النجوم الناشئة في هذه المناطق (وهي في العادة نجوم زرقاء ساخنة طبقاً لتصنيف هرتزشبرونج-راسل) كميَّاتٍ كبيرة من الأشعة فوق البنفسجية، وتعمل تلك الأشعة على تأيين الغاز حولها وتسخينه. عادةً ما تتواجد مناطق الهيدروجين الثنائي ضمن سحب جزيئيَّة عظيمة يكثر فيها تكون النجوم. كانت أول منطقة هيدروجين ثنائي اكتشفت في التاريخ هي سديم الجبار، الذي اكتشفه الفلكي الفرنسي نيكولاس كلاودي فابري دي بيرسك عام 1610.
حازت «مناطق الهيدروجين الثنائي» تسميتها هذه لاحتوائها كميَّات كبيرة من ذرات الهيدروجين المتأيِّنة، والتي تسمى «الهيدروجين الثنائي» (من جهةٍ أخرى، تسمى السحب الكونية التي تحتوي ذرات هيدروجين متعادلة الشحنة مناطق الهيدروجين الأحادي). تتنوَّع أشكال المناطق الهيدروجينيَّة كثيراً، حيث أنَّ توزيع النجوم داخلها - والذي يلعب دوراً كبيراً بصنع مظهرها الخارجي - عشوائي تماماً. ولكون هذه السحب غير منتظمة الشكل فإنَّ الصورة التي يمكننا رؤيتها بها تختلف كثيراً حسب زاوية النظر، لكن بعضها تبدو متركّزة على شكل كتل ضخمة، أو منفصلة إلى شعيرات صغيرة كثيرة، وأحياناً تكون أشكالها غريبة جداً مثل حال سديم رأس الحصان. يمكن لسحابة هيدروجين ثنائي وحيدة أن تحتضن آلاف النجوم الناشئة، إلا أنَّ نشأة ونمو هذه النجوم قد يأخذ ملايين السنين. بعد أن يتحول معظم السحابة إلى نجوم جديدة، سيظهر مكانها عنقود نجمي يمثّل تجمُّعاً لكافة النجوم التي نشأت منها، وستعمل القوى الطاردة للرياح النجمية والمستعرات العظيمة على إزالة معظم الغبار المتبقي من السحابة، فلا يبقى مكانها سوى النجوم، وعندها ستتحول إلى شيء شبيه بعنقود الثريا أو الشقيقات السَّبع.
يمكن رؤية مناطق الهيدروجين الثنائي من على مسافاتٍ شاسعة في الفضاء، بحيث أنَّ دراسة سحب الهيدروجين في المجرات الأخرى أمرٌ ممكن، ويساعد هذا الأمر كثيراً بتحديد خصائص تلك المجرات، مثل بعدها عن الأرض وتركيبها الكيميائي. تحتوي المجرات الحلزونية وغير المنتظمة على أعدادٍ كبيرة من سحب الهيدروجين الثنائي، إلا أنَّ المجرات الإهليجيَّة - من جهة أخرى - تخلو من هذه السحب تقريباً. في حالة المجرات الحلزونية (ومنها درب التبانة)، يتركَّز وجود سحب الهيدروجين في الأذرع الحلزونية، أما بالمجرات غير المنتظمة فإنها تتوزَّع عشوائياً. تحتوي بعض المجرات سحب هيدروجين ضخمة، يمكن أن تضم الواحدة منها عشرات آلاف النجوم الناشئة، ومن أمثلة ذلك منطقة سديم العنكبوت في سحابة ماجلان الكبرى وإن جي سي 604 في مجرة المثلَّث.

## رصدها

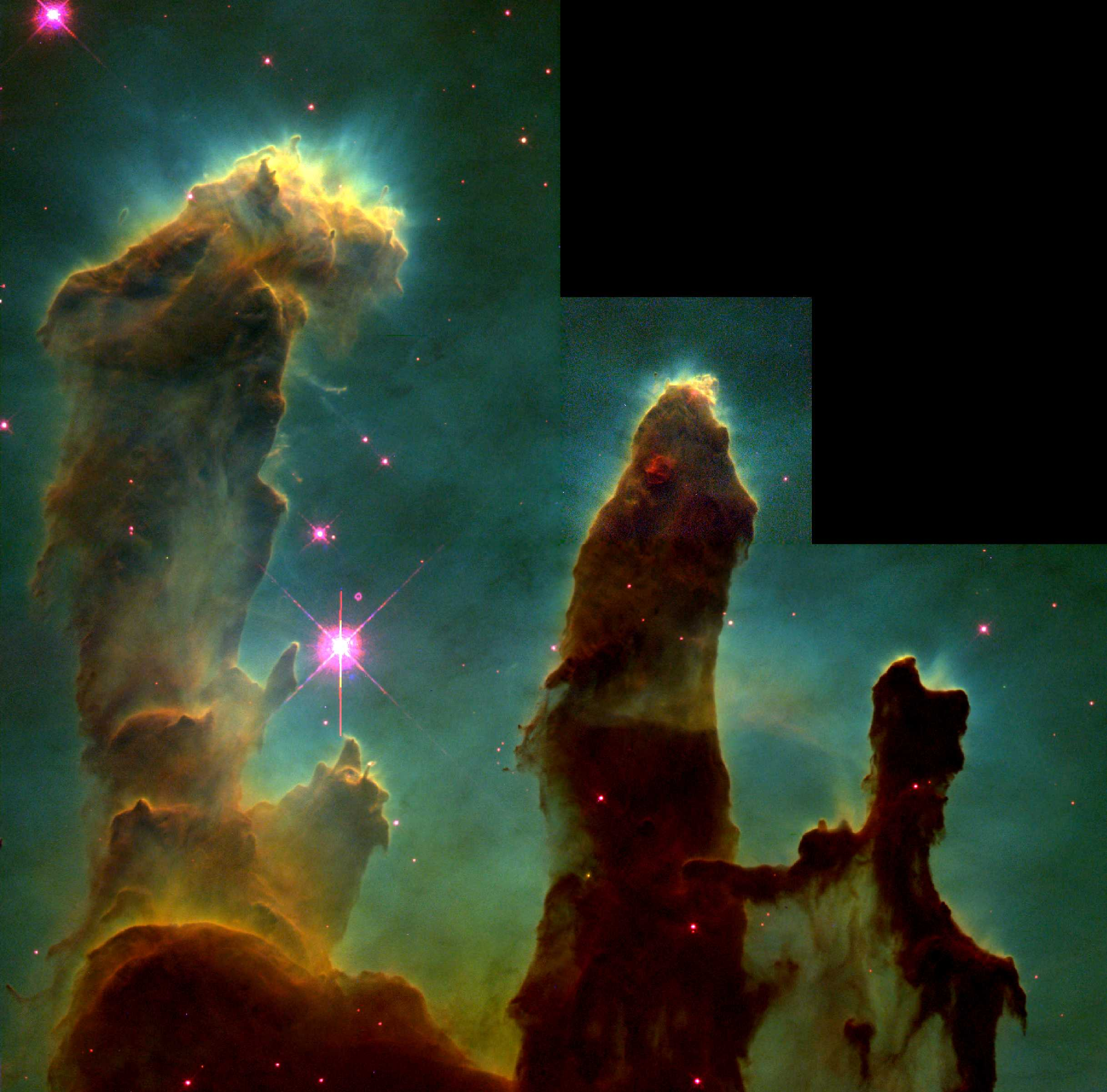
مناطق مظلمة في سديم النسر تنشأ فيها نجوم جديدة.

سديم النسر.

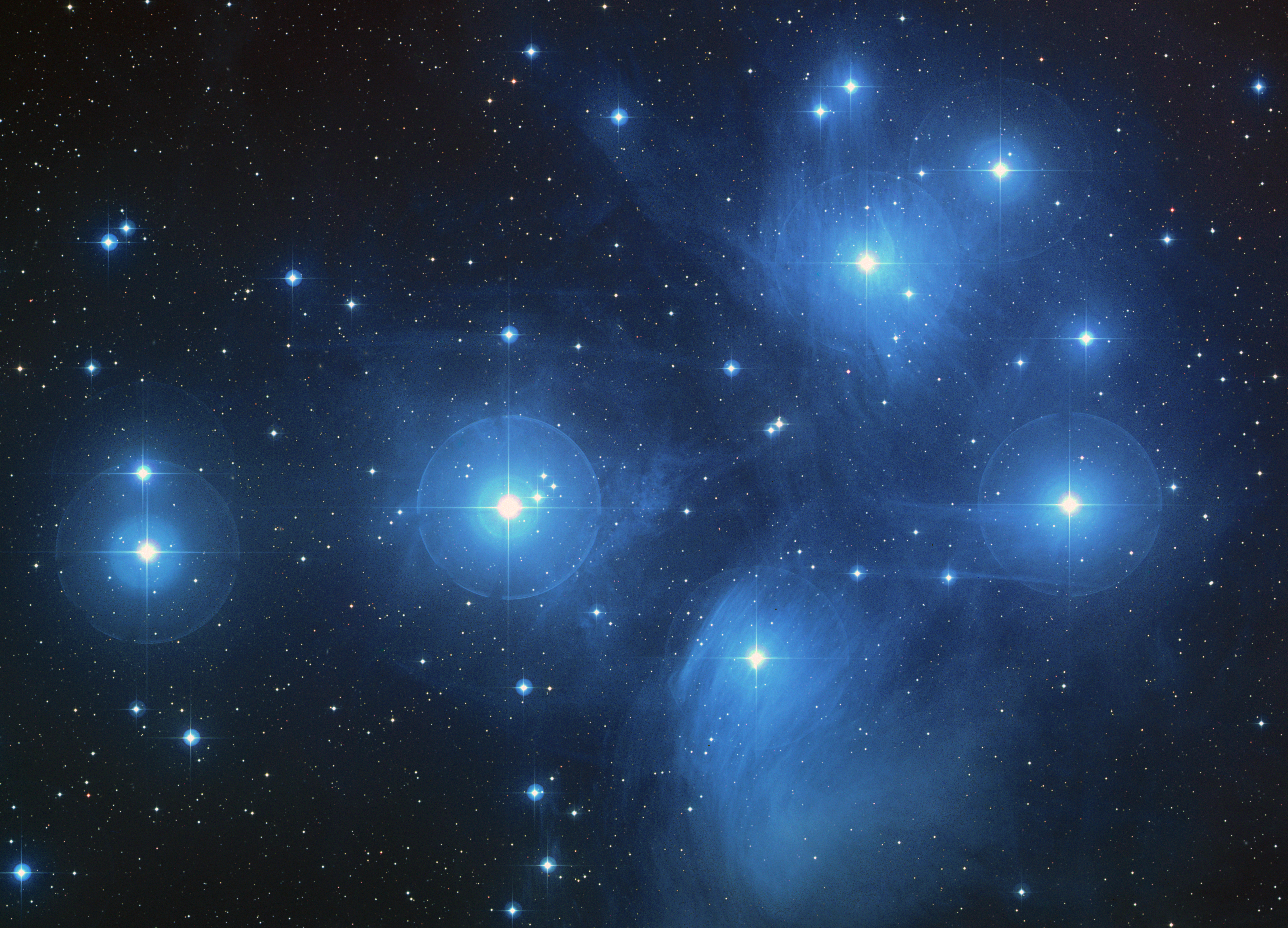
عنقود الثريا، وتظهر في الصورة ألمع سبعة نجوم فيه،نشأت من منطقة هيدروجين-II.

بعض مناطق الهيدروجين الثنائي المتأين لكون مضيئا بحيث يمكن رؤياها بالعين المجردة. إلا أن تلك المناطق لم يهما بها قبل اختراع التلسكوب خلال أوائل القرن السابع عشر. وحتى جاليليو فلم يهتم بسديم الجبار عندما قام برصد التجمع النجمي فيه. وكان غمامة هذا السديم قد اكتشفت من قبل من «يوهان باير» الألماني، ورآه على أنه نجم وحيد، وسجله في الفهرس ك θ-Orionis . ويرجع الفضل في اكتشاف سديم الجبار إلى العالم الفلكي الفرنسي «نيكولاوس فابري دي بيريسك» الذي سجله عام 1610. ثم تبع ذلك اكتشاف مناطق عديدة أخرى للهيدروجين H-II في مجرتنا وكذلك خارج مجرتنا في مجرات أخرى.
رصد وليم هرشل سديم الجبار ووصفه عام 1774 بأنه «غمامة لا شكل لها ساخنة، وفيها مادة يمكن أن تكوّن نجوما جديدة». ولم تؤيد افتراضاته هذه إلى بعدها بنحو 100 عام. جهز وليام هيجينز بمساعدة زوجته مارجريت هيجينز مطيافا ورصدا به عدة من مناطق السدم. وتبين أن سديم مثل المرأة المسلسلة له طيف يماثل أطيافها النجوم وتبين أنه يتكون من مئات الملايين من النجوم. ولم يكن الحال كذلك بالنسبة لبعض الغمامات الأخرى. فبدلا من أن تبين أطيافها تراكب خطوطا طيفية امتصاصية يظر في طيق سديم الجبار عدة خطوط لطيف انبعاث. وكان أكثرها لمعانا له طول الموجة 500,7 نانومتر. ولم يتوافق طول موجة الشعاع هذه مع أي من أطياف العناصر التي كانت مهروفة أنذاك. وفكر العلماء في احتمال أن يكون هذا الخط لعنصر غير معروف، وأسموه «نيبوليوم» ومع استمرا الفحص والتدقيق اتضح عام 1868 أنه لعنصر الهيليوم، بعما قاموا بتحليل طيف الشمس تحليلا
دقيقا.
ورغم اكتشاف الهيليوم في طيف الشمس فلم يعثر العلماء على النيبوليوم على الأرض. وفي القرن العشرين اقترح العالم البريطاني هنري راسل بأن طول الموجة 500,7 نانومتر لا تخص عنصرا جديدا وإنما نخص عنصرا معروفا ولكن في حالة غير معروفة.
في عام 1920 وجد الفيزيائيون أن الغمامة الغازية ذات كثافة ضعيفة جدا. وتستطيع الإلكترونات في الذرات والأيونات شغل مستويات طاقة شبه مستقرة، وهي حالة يصعب وجودها إذا كانت المادة كثيفة حيث تحدث بين الجزيئات اصتدامات مستمرة. وتصدر انتقالات الإلكترون في مستويات طاقة ذرة الهيدروجين إلى خط طيف له طول موجة 500,7 نانومتر. تسمى تلك الخطوط الطيفية التي تظهر في الغازات عندما تكون كثافتها منخفضة جدا «خطوط ممنوعة» (بمعنى انتقالات ممنوعة للإلكترون في الذرات). وبين الرصد الفلكي أن الغمامات تتكون من غاز منخفض الكثافة جدا.
خلال القرن العشرين لاحظ العلماء أن مناطق الهيدروجين H-II
تحوي غالبا نجوما ساخنة ساطعة. وأن تلك النجوم ذات كتل أكبر من الكتلة الشمسية عدة مرات وأن أعمارها تكون قصيرة نسبيا حيث تبلغ عدة ملايين من السنين (بالمقارنة بشمسنا: تعيش شمسنا نحو 5و4 مليار سنة وأمامها نحو 5 مليارات سنه أخرى في عمرها). وبدأ الاعتقاد يتركز في أن مناطق الهيدروجين الثنائي هي مناطق ولادة نجوم جديدة. وعبر ملايين السنين يتكون من منطقة H-II عنقود من النجوم من تلك المادة ثم بإصدارها طاقة متولدة فيها (في النجوم) فتعمل ريح نجم الناتجة من النجوم الجديدة الساخنة على بعثرة ما تبقى من الهيدروجين. وفي تجمع عنقود الثريا نجد مثالا لهذا التجمع، وقد شتت منطقة الهيدروجين-II حوله التي تكون هو نفسه منها. ولم يتبقى من الهيدروجين في تلك المنطقة إلا جزء قليل يظهر لنا خافتا كسديم انعكاس.

## أصلها وتطورها
سبق وجود مناطق الهيدروجين الثنائي سدم مظلمة تتكون من غمامات جزيئات عظيمة الكبر. وكانت باردة جدا، تبلغ درجة حرارتها بين 10 إلى 20 كلفن وتتكون إلى حد كبير من جزيئات الهيدروجين. ويمكن ان تبقي تلك الغمامات المظلمة البالغة الكبر فترات طويلة وتكون في حالة مستقرة. ولكن يمكن ل مستعرات عظمى أن تحدث فيها موجات تصادمية تزيد من كثافة الغمامة في بعض المناطق وتبدأ نشأة نجوم فيها.
عندما تنشأ نجوم في غمامة جزيئات، فتصل النجوم الناشئة الكبيرة إلى درجات حرارة عالية تجعلها تؤين الغاز حولها. وبعد نشأة الحقل الإشعاعي المؤين تنتج الفوتونات ذات الطاقة العالية موجات أيونات خلال الغاز. وكلما ابتعدت مقدمات تلك الأيونات عن النجم الصادرة منه كلما لاقت مقاومة وكبح أكبر في الغمامة الجزيئية. ومن الضغط الناتج من الغاز المتأين تنتشر الأيونات ويتوسع الحجم الحاوي لها. ثم تنخفض سرعة مقدمة الأيونات وتلحق بها مقدمة موجة تصادمية من الغمامة المتأينة، وهذا هو مولد منطقة H-II .
تبقى منطقة الهيدروجين الثنائي على هذا الحال عدة ملايين من السنين. ويعمل الريح النجمي الساخن الناشيء من النجوم الجديدة على إزاحة معظم غاز الغمامة إلى بعيد. ويتم ذلك في نحو 10 % فقط من منطقة هيدروجين ثنائي وتكون نجوما جديدة بينما باقي الغمامة ينزاح وينتشر بعيدا عن النجوم. كما تشارك أيضا انفجارات النجوم الكبير في مستعرات عظمى على تشتيت الغاز، تلك المستعرات العظمى تحدث للنجوم كبيرة الكتلة خلال عدة ملايين السنين من مولدها (كلما كبرت كتلة النجم (بالنسبة إلأى كتلة الشمس) كلما جرت تفاعلاته النووية سريعا وينتهي عمره خلال عجة ملايين من السنين، بالمقارنة بالشمس وهي نجم متواضع الكتلة فقد عاشت حتى الآن نحو 5و4 مليار سنة ومن المنتظر أن تعيش على هذا النحو نحو 5 مليارا سنة قادمة).

## مناطق مولد النجوم

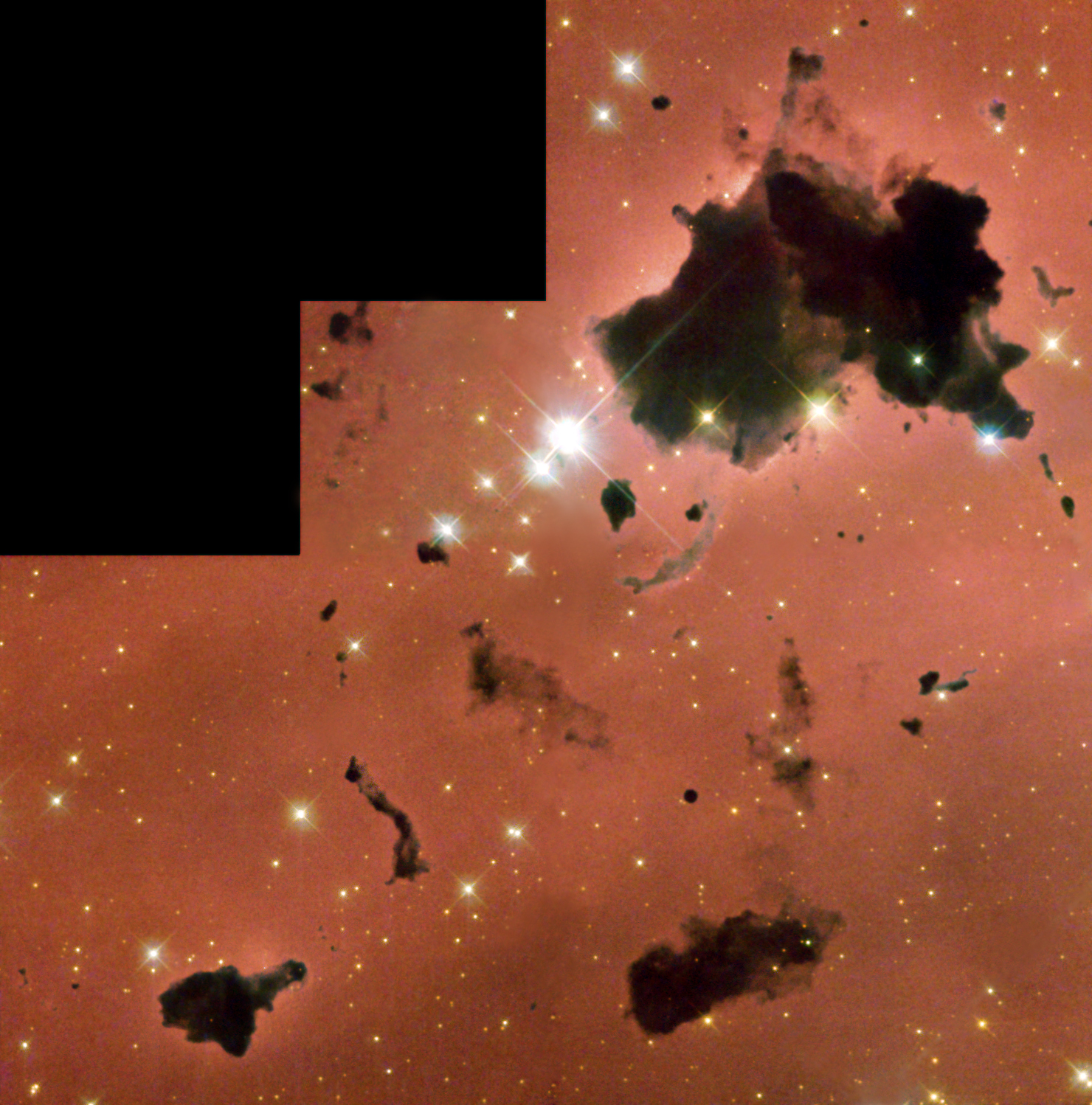
متكورات في منطقة H-II

يكون مولد نجم في إحدى مناطق الهيدروجين الثنائي محجوبا عن الأعين بسبب غمامات كثيفة وغبار لا تزال محيطة بمكان مولده. وبعدما يشتت النجم المتكون حديثا الغمامة التي حوله يبدأ في الظهور. ونرى تلك المناظق الكثيفة التي تحوي النجوم كظلال أمام الغمامة المتأينة (الغمامات المتأية تصدر ضوءا). وتسمى تلك البقع المظلمة متكورات أو متكورات بوك طبقا لاسم مكتشفها «بارت بوك» وهو أول من أشار إلى أن تلك المتكورات في عام 1940 بأنها تشكيلات مولد النجوم.
وقد ثبت افتراض بوك في عام 1990 عندما رصدت أشعة تحت الحمراء من غمامة غبار كثيفة وظهرت حلفها نجوم جديدة. ويعتقد حاليا أن كتلة متكورة قد تصل إلى عشرة أضعاف الكتلة الشمسية، وتشغل حجما يبلغ قطره 1 سنة ضوئية. وغالبا ما ينشأ منه نجمين أو أكثر يدوروا حول بعضهم مكونين نجما ثنائيا أو نظاما غير ذلك.
وتبين مناطق H-II مناطق مولد النجوم كما تبين أيضا نشأة أنظمة كوكبية. وقد رصد تلسكوب هابل الفضائي مئات الأقراص التي تكون أنظمة كوكبية (نجم وحوله كواكب) في الجبار. نصف النجوم فيه عبارة عن أنظمة كوكبية وحولها قرص من الغاز والغبار، وبكميات أكثر بكثير من يتكون منها نظام كوكبي واحد في حجم مجموعتنا الشمسية.

## اقرأ أيضاً
- وسط بين نجمي
- منطقة هيدروجين I
- خط هيدروجين
- أبراج التخليق
- ولادة النجوم
- إراس 6259-12063
- إراس 1755-17423
- سديم الوردة
- سديم الشرنقة
- سديم وسترهاوت 5